# Yutyrannus
Yutyrannus (nghĩa là "bạo chúa có lông") là một chi khủng long thuộc siêu họ Tyrannosauroidea gồm một loài duy nhất được biết đến, Yutyrannus huali. Loài này sống vào đầu kỷ Creta tại nơi ngày nay là Trung Quốc. Ba hóa thạch Y. huali - tìm thấy ở lớp đá tỉnh Liêu Ninh - hiện là những mẫu vật khủng long có lông lớn nhất có bằng chứng rõ ràng.